# Curimba
La Curimba ou Corimba est un groupe de personnes liées aux pratiques musicales des rituels Umbanda. Divers instruments de musique peuvent être utilisés pour y parvenir, mais les plus courants sont les atabaques, l'agogô et la voix.

## La curimba dans le rituel
La curimba se veut être une plaque tournante de rayonnement d'énergie, qui améliore les vibrations, dissout les énergies négatives, dilue les miasmes spirituels (vibrations négatives qui provoquent des troubles spirituels et mentaux) et nettoie l'atmosphère, créant ainsi un environnement idéal pour une visite.
Dans l'Umbanda comme dans le Candomblé, la chose la plus courante est de n'avoir que trois atabaques pour le rituel, selon la tradition religieuse africaine, mais à mesure que le nombre de personnes intéressées par ce poste a augmenté, cette exigence a été ignorée. Aujourd'hui, nous avons des temples Umbanda avec jusqu'à cinq tambours.
Notion de curimbeiro :
- Curimbeiro : lorsqu'il s'adresse à une seule personne, il désigne le chanteur du rituel.
- Atabaqueiro ou curimbeiro : est celui qui ne fait que percuter (voir l'ogã (pt) dans le Candomblé)

### Hiérarchie des Curimba
La hiérarchie est très présente au sein d'un terreiro, y compris chez les Ogãs, avec leurs propres dénominations selon la fonction de chacun au sein de l'engira, par époque d'initiation ou encore par ordre du mentor spirituel.
Le chef Ogã, appelé Alabê, est le commandant, le plus responsable, une grande connaissance de la religion et celui qui a passé le plus de temps dans la maison. Dans la hiérarchie, il est le troisième prêtre, derrière les chefs. Il est responsable de tous les instruments de la maison et d'apprendre aux plus jeunes Ogãs à jouer et à chanter. Normalement, le chef Ogã joue du rum.
L'Ogã Calofé est deuxième dans la hiérarchie et doit également avoir de très bonnes connaissances en matière de religion. Il effectue le marquage rythmique approprié pour tous les chants rituels.
L'Ogã Berê est en phase d'initiation, les Ogãs auxiliaires jouent des instruments auxiliaires des atabaques et l'Ogãs-de-Canto, ou Curimbeiro, est responsable des points chantés.
Comme tous les aspects culturels et organisationnels dans l'Umbanda, ces hiérarchies ne sont pas des lois gravées et varient d'un terreiro à l'autre.

### Femmes Atabaqueiras
Au Candomblé, il existe des dogmes, principalement liés à la menstruation, qui ne permettent pas aux femmes d'être Ogãs. Cependant, à Umbanda, de tels tabous n’existent pas et il existe plusieurs femmes Ogã.

## L'Atabaque
Le nom atabaque a des origines arabes, at-tabaq, qui signifie « plat ». Il s'agit d'un instrument cylindrique, légèrement conique, dont la plus grande ouverture est recouverte de cuir animal. Instrument à percussion joué avec les mains ou avec des baguettes faites de branches de goyave ou d'araçazeiro, appelé aguidavis.
Les atabaques sont classés par taille, appelés Rum, Rumpí et Lé, du plus grand au plus petit. Chacun avec son timbre spécifique, ils contribuent à une meilleure harmonie sonore. Normalement, Rum (inférieur) est responsable du solo musical et des variations mélodiques tandis que Rumpí et Lé assurent le soutien et le maintien constant du rythme. Il y a des maisons qui ont les trois atabaques, mais ce n'est pas un décor, chacun joue ce qu'il sait jouer.
En tant qu'instruments sacrés, ils ne doivent pas quitter le terreiro, sauf pour des travaux spéciaux tels que les visites de plage, très courantes à la fin de l'année, ni être joués par des personnes non autorisées et/ou des sifflets.

## Les Pontos Cantados
Les « Pontos Cantados » (points chantés) sont comme des « prières chantées », qui contribuent à l'ordre et à la fluidité des travaux spirituels. Les Pontos marquent toutes les parties du rituel de la maison, comme le fait de fumer, l'ouverture et la fermeture de la visite. Ils peuvent être classés en point d'appel, de montée, de fermeté, d'appui, de déchargement, etc. selon la fonction de chacun.

## Toquesd'Umbanda
Umbanda propose une variété de sons (toques) pour les éloges et tous les autres besoins, les suivants sont connus :
- Base
- Nagô
- Ijexá
- Samba de Caboclo
- Samba d'Angola
- Samba à la noix de coco
- Cabula
- Congo
- Congo doré
- Barravento